# Johnny Blue
"Johnny Blue", skriven av Ralph Siegel och Bernd Meinunger, var det dåvarande Västtysklands bidrag i Eurovision Song Contest 1981, framförd på tyska av Lena Valaitis. Bidraget slutade på andra plats. Sången är en ballad som handlar om en blind kille som först blir retad av andra barn för att han är blind, men sedan blir duktig på att spela gitarr.

## Andra versioner
1981 spelade även dansbanden Curt Haagers och Thorleifs in melodin, på sina album Santa Maria  respektive Johnny Blue , båda med text på svenska av Ingela "Pling" Forsman. En inspelning av Stefan Borsch låg på Svensktoppen i 10 omgångar under perioden 31 maj-5 december 1981, och var som bäst etta .

## Listplaceringar
| Lista (1981) | Placering |
| ------------ | --------- |
| Schweiz      | 29        |
| Österrike    | 6         |

### Fotnoter
1. ↑  ”Svensk mediedatabas”. http://smdb.kb.se/catalog/id/001887880. Läst 28 april 2011.
2. ↑  ”Svensk mediedatabas”. http://smdb.kb.se/catalog/id/001887792. Läst 28 april 2011.
3. ↑  Svensktoppen - 1981
4. ↑  ”Listplacering”. http://hitparade.ch/showitem.asp?interpret=Lena+Valaitis&titel=Johnny+Blue&cat=s. Läst 28 april 2011.
5. ↑  ”Listplacering”. http://austriancharts.at/showitem.asp?interpret=Lena+Valaitis&titel=Johnny+Blue&cat=s. Läst 28 april 2011.